# Ханкок (окръг, Тенеси)
Окръг Ханкок (на английски: Hancock County) е окръг в щата Тенеси, Съединени американски щати. Площта му е 580 km², а населението – 6662 души (1 април 2020). Административен център е град Снийдвил.